# هیلپانکاندورا
هیلپانکاندورا (به لاتین: Hilpankandura) یک منطقهٔ مسکونی در سری‌لانکا است که در استان مرکزی (سری‌لانکا) واقع شده‌است.